# Roseau
Roseau (en anglès, Roseau; en crioll de Dominica, Wozo) és la capital i la ciutat més gran de Dominica, amb una població de 14.725 habitants el 2011. És un assentament urbà petit i compacte, dins la parròquia de Sant Jordi i envoltat pel mar Carib, el riu Roseau i Morne Bruce. La vila fou construïda on hi havia hagut l'antic assentament carib de Sairi, i és l'assentament urbà més antic de l'illa de Dominica.
Es troba a la costa de sotavent de Dominica i combina l’arquitectura francesa moderna i colonial. Roseau és el port més important de Dominica per al comerç exterior. Exporta llimes, suc de llima, olis d'essència, fruites i verdures tropicals i espècies. El sector serveis també és molt important en l'economia local.

## Història

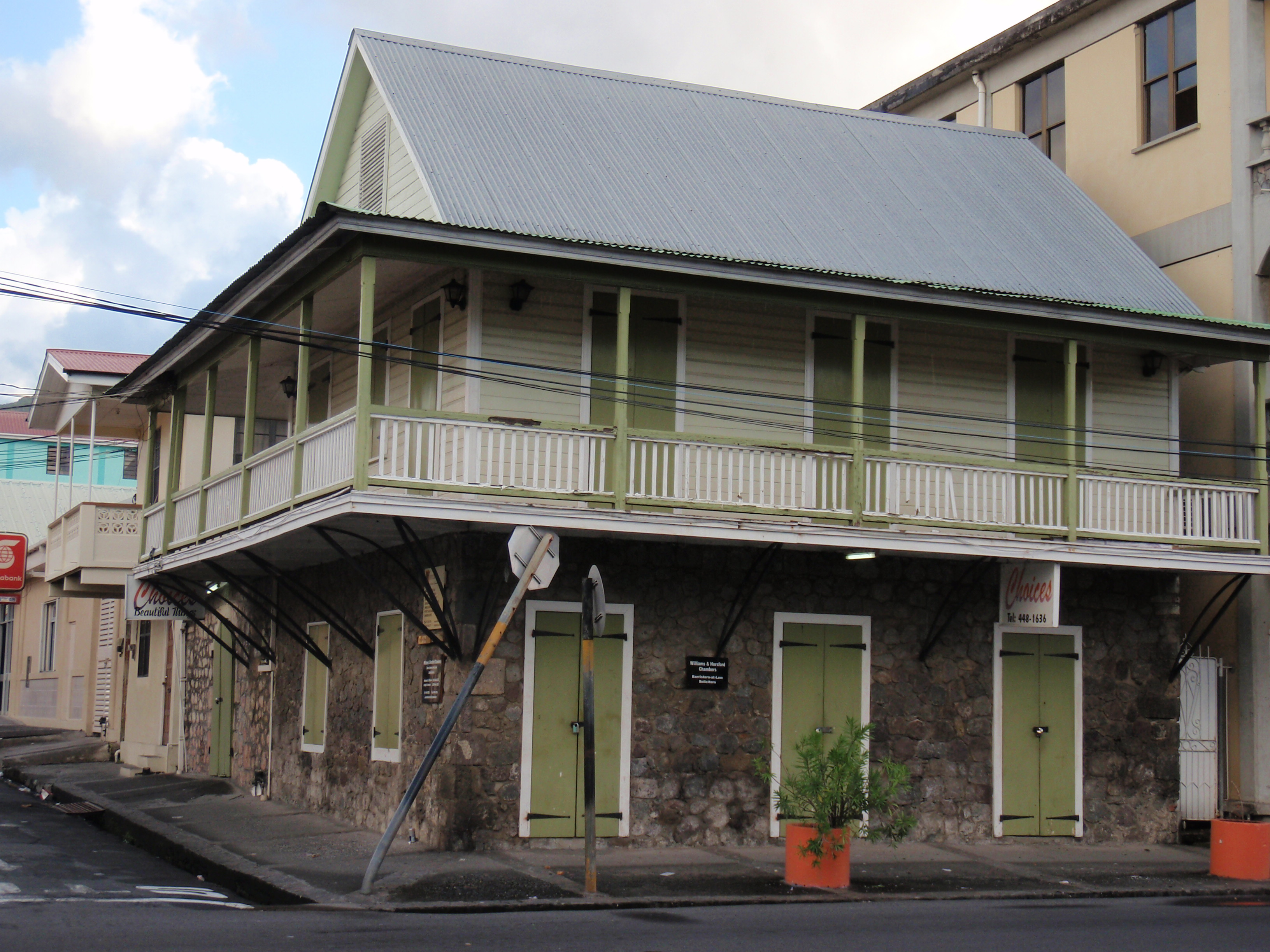
Barri francès de Roseau.

La ciutat de Roseau va ser construïda sobre un antic assentament carib anomenat Saïri. Malgrat que l'illa va ser descoberta per Cristòfor Colom el 3 de novembre de 1493, els primers europeus en colonitzar l'illa van ser els francesos. Durant el segle xvii van arribar a la zona llenyataires francesos que van rebatejar el lloc amb el nom de Roseau pel gran nombre de canyes que hi havia a les ribes del riu, també anomenat Roseau. La nova colònia va aconseguir tenir la seva pròpia església en 1730, el que avui és la catedral catòlica. Els britànics van prendre per la força la ciutat en 1761.
En 1768 la capital de Dominica va ser traslladada de Porstmouth a Roseau. L'enginyer britànic encarregat de dur a terme el trasllat i de convertir a Roseau a la nova capital, Nathaniel Minshall, va dissenyar la nova ciutat prenent com a centre de la mateixa carrer High Street i l'església anglicana en el que llavors es deia Church Savannah, avui dia Newtown Savannah. La ciutat estava defensada pel cos dels Old Roseau Boys School amb base a la platja. Com a última mesura per trencar amb el passat francès es va canviar el nom de la ciutat pel de Charlotteville en honor de la reina Carlota. No obstant això el nom de Roseau va aconseguir sobreviure i va acabar imposant-se davant del nou, tot i que en ocasions també fou coneguda com a Newtown (Ciutat Nova). Al segle xviii Roseau tan sols abastava el que és ara el nucli antic, i a principis de segle xxi, aproximadament tan sols una setena part de la població de la ciutat viu en ell. Newtown i Potter's Ville, els antics suburbis, van ser creats entre finals de segle xviii i principis del segle xix. Un altre suburbi, Goodwill, fou creat durant la dècada de 1950. Va ser a partir d'aquesta dècada quan la ciutat va experimentar un major creixement urbanístic i demogràfic amb l'arribada d'habitants de les zones rurals a la recerca de treball.
Dins el context de les lluites francobritàniques per prendre el control del Carib, i per tant, també de Dominica, la ciutat va ser destruïda per un incendi en 1781 i capturada i incendiada de nou pels francesos en 1805.
La ciutat va ser arrasada en 1979 per l'huracà David, i hagué de ser reconstruïda pràcticament tota. El barri de Bath Estigues va ser creat a principis dels anys 1980. Des de llavors, diverses noves barriades - com Stock Farm, Castle Comfort i Wall House - han estat construïts al voltant de les ja existents. Alguns barris més antics, com Fond Cole i Canefield, pertanyen avui en dia a l'àrea semiurbana que envolta Roseau.

## Geografia
El paisatge de la rodalia és realment magnífic, amb cascades, fonts termals i altiplans des d'on es gaudeix de vistes excel·lents.
El clima de Roseau és un clima monsònic, amb temperatures relativament constants durant tot l'any. Les temperatures mitjanes de les màximes solen estar compreses entre els 28 i els 31 °C i la de les mínimes entre 19 i 23 °C. Les precipitacions són habituals durant tot l'any, amb una mitjana anual de gairebé 2.000 mm. Roseau presenta un tram notablement més sec de febrer a abril, mentre en la resta de mesos se superen els 100 mm.
| Dades climàtiques a Roseau (Canefield Airport) 1982–2011 | Dades climàtiques a Roseau (Canefield Airport) 1982–2011 | Dades climàtiques a Roseau (Canefield Airport) 1982–2011 | Dades climàtiques a Roseau (Canefield Airport) 1982–2011 | Dades climàtiques a Roseau (Canefield Airport) 1982–2011 | Dades climàtiques a Roseau (Canefield Airport) 1982–2011 | Dades climàtiques a Roseau (Canefield Airport) 1982–2011 | Dades climàtiques a Roseau (Canefield Airport) 1982–2011 | Dades climàtiques a Roseau (Canefield Airport) 1982–2011 | Dades climàtiques a Roseau (Canefield Airport) 1982–2011 | Dades climàtiques a Roseau (Canefield Airport) 1982–2011 | Dades climàtiques a Roseau (Canefield Airport) 1982–2011 | Dades climàtiques a Roseau (Canefield Airport) 1982–2011 | Dades climàtiques a Roseau (Canefield Airport) 1982–2011 |
| Mes                                                      | gen                                                      | febr                                                     | març                                                     | abr                                                      | maig                                                     | juny                                                     | jul                                                      | ag                                                       | set                                                      | oct                                                      | nov                                                      | des                                                      | anual                                                    |
| -------------------------------------------------------- | -------------------------------------------------------- | -------------------------------------------------------- | -------------------------------------------------------- | -------------------------------------------------------- | -------------------------------------------------------- | -------------------------------------------------------- | -------------------------------------------------------- | -------------------------------------------------------- | -------------------------------------------------------- | -------------------------------------------------------- | -------------------------------------------------------- | -------------------------------------------------------- | -------------------------------------------------------- |
| Màxima rècord °C (°F)                                    | 33 (91)                                                  | 34 (93)                                                  | 36 (97)                                                  | 36 (97)                                                  | 36 (97)                                                  | 36 (97)                                                  | 35 (95)                                                  | 35 (95)                                                  | 35 (95)                                                  | 37 (99)                                                  | 35 (95)                                                  | 34 (93)                                                  | 37 (99)                                                  |
| Màxima mitjana °C (°F)                                   | 29.5 (85.1)                                              | 29.5 (85.1)                                              | 30.1 (86.2)                                              | 30.9 (87.6)                                              | 31.8 (89.2)                                              | 31.8 (89.2)                                              | 31.5 (88.7)                                              | 31.8 (89.2)                                              | 31.7 (89.1)                                              | 31.5 (88.7)                                              | 31.1 (88)                                                | 30.2 (86.4)                                              | 30.95 (87.71)                                            |
| Mitjana diària °C (°F)                                   | 25.7 (78.3)                                              | 25.6 (78.1)                                              | 26.1 (79)                                                | 26.9 (80.4)                                              | 27.8 (82)                                                | 28.1 (82.6)                                              | 28.0 (82.4)                                              | 28.0 (82.4)                                              | 27.9 (82.2)                                              | 27.6 (81.7)                                              | 27.1 (80.8)                                              | 26.2 (79.2)                                              | 27.08 (80.76)                                            |
| Mínima mitjana °C (°F)                                   | 21.8 (71.2)                                              | 21.6 (70.9)                                              | 22.0 (71.6)                                              | 22.9 (73.2)                                              | 23.9 (75)                                                | 24.5 (76.1)                                              | 24.5 (76.1)                                              | 24.2 (75.6)                                              | 23.9 (75)                                                | 23.7 (74.7)                                              | 23.2 (73.8)                                              | 22.3 (72.1)                                              | 23.21 (73.78)                                            |
| Mínima rècord °C (°F)                                    | 16 (61)                                                  | 17 (63)                                                  | 17 (63)                                                  | 18 (64)                                                  | 19 (66)                                                  | 20 (68)                                                  | 21 (70)                                                  | 21 (70)                                                  | 20 (68)                                                  | 18 (64)                                                  | 18 (64)                                                  | 17 (63)                                                  | 16 (61)                                                  |
| Pluja mitjana mm (polzades)                              | 108.3 (4.264)                                            | 62.1 (2.445)                                             | 49.0 (1.929)                                             | 54.8 (2.157)                                             | 92.0 (3.622)                                             | 159.5 (6.28)                                             | 251.4 (9.898)                                            | 244.3 (9.618)                                            | 253.7 (9.988)                                            | 188.2 (7.409)                                            | 194.2 (7.646)                                            | 102.2 (4.024)                                            | 1.759,7 (69,28)                                          |
| Humitat relativa mitjana (%)                             | 71                                                       | 68                                                       | 65                                                       | 64                                                       | 64                                                       | 67                                                       | 72                                                       | 73                                                       | 71                                                       | 73                                                       | 74                                                       | 72                                                       | 70                                                       |
| Mitjana mensual d'hores de sol                           | 198.9                                                    | 200.6                                                    | 227.3                                                    | 244.9                                                    | 243.2                                                    | 227.7                                                    | 231.2                                                    | 240.4                                                    | 212.2                                                    | 219.5                                                    | 194.0                                                    | 189.5                                                    | 2.629,4                                                  |
| Font #1: Dominica Meteorological Services                |                                                          |                                                          |                                                          |                                                          |                                                          |                                                          |                                                          |                                                          |                                                          |                                                          |                                                          |                                                          |                                                          |
| Font #2: NOAA (sun 1961–1990), BBC Weather               |                                                          |                                                          |                                                          |                                                          |                                                          |                                                          |                                                          |                                                          |                                                          |                                                          |                                                          |                                                          |                                                          |

## Economia

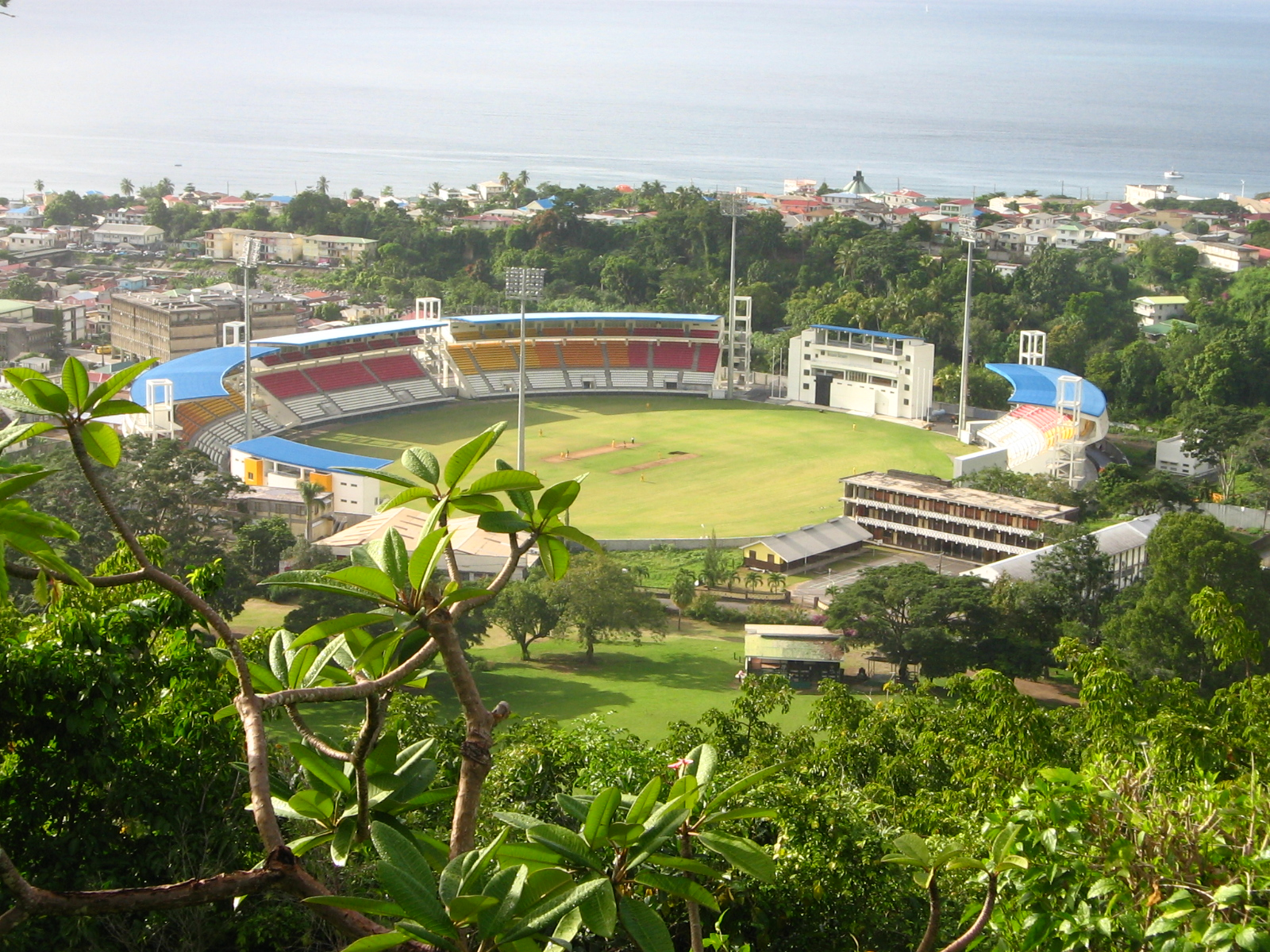
Windsor Park

Roseau exporta productes tropicals com llimes, suc de llima, olis essencials, fruites i verdures tropicals, taronges, cacau, copra i espècies. La ciutat és el principal centre comercial i turístic de país. S'hi troben ubicades la majoria de les principals empreses i agències de país, sent la seu de nombroses empreses de turisme, i del sector terciari en general. També serveix de base per al rodatge de pel·lícules en els nombrosos escenaris naturals amb què compta l'illa.
La majoria de les entitats bancàries presents a Dominica tenen la seva seu o oficina a Roseau. Així, a Roseau hi ha la seu del Banc Nacional de Dominica o NBD, National Bank of Dominica, primer banc de Dominica. També hi ha presents el The Bank of Nova Scotia, el First Caribbean International Bank, el Royal Bank of Canada, l'AID Bank (Dominique Agricultural Industrial Development Bank) i l'Eastern Caribbean Central Bank Agency.

## Patrimoni

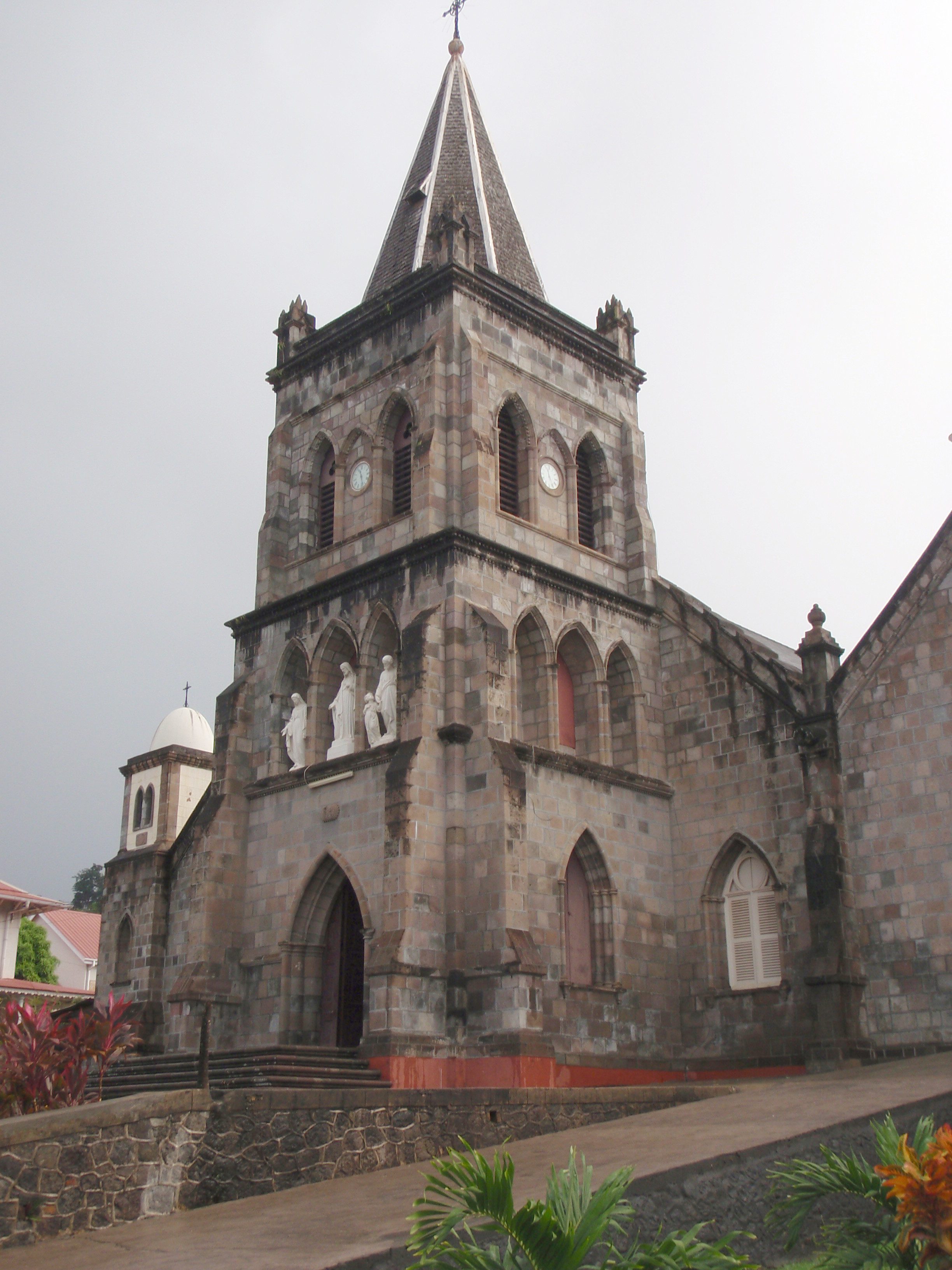
Catedral de Roseau

Roseau és el principal centre de turisme de país. La ciutat compta amb platges de sorra negra d'origen volcànic com un dels seus majors atractius turístics.
Els edificis religiosos més representatius són el temple de l'església anglicana de St. George 's.
- La Catedral catòlica de Roseau, construïda sobre un turó amb pedra volcànica, seu de la diòcesi. La construcció de la catedral va ser començada sobre el 1800 i es va acabar el 1916.[14] La catedral es va construir sobre una capella de 1730 edificada pel sacerdot francès Guillaume Martel. El temple va ser anomenat al principi Nostra-Senyora du Bon Port du mouillage de Roseau, però després de la conquesta britànica el nom li va ser canviat.[4]
- Fort Young Hotel. Es tracta d'un hotel situat en un fort francès de 1720. El fort va ser capturat pels britànics el 1761 i servia per protegir el port. Pren el seu nom en honor de Sir William Young, governador de Dominica entre 1770 i 1773.[15]
- Old Market Plaza i el New Market. A la ciutat hi ha nombroses botigues, però els llocs de venda més importants són l'Old Market Plaza, situat on es localitzava l'antic mercat d'esclaus,[16][17][18] i el New Market, on els dissabtes al matí es poden adquirir fruites i verdures de la zona, i on els divendres se celebra el mercat de peix.
- Els jardins botànics, coneguts popularment com the Gardens, van ser creats en 1891 pel govern de la Corona britànica quan Dominica encara formava part de l'Imperi Britànic amb l'objectiu de proporcionar llavors als agricultors de l'illa.[19] Aquest espai, semiobert, és l'únic espai d'aquest tipus obert als ciutadans i visitants de la ciutat. És situat al Morne Bruce i reuneix unes condicions climàtiques favorables per al creixement de plantes tropicals. El 1889 es compraren 40 acres d'uns terrenys de plantacions de canya de sucre a Bath Estate, al Morne Bruce. El conservador dels jardins, Henri Green inicià la plantació dels jardins el 1890.[20]

## Infraestructures

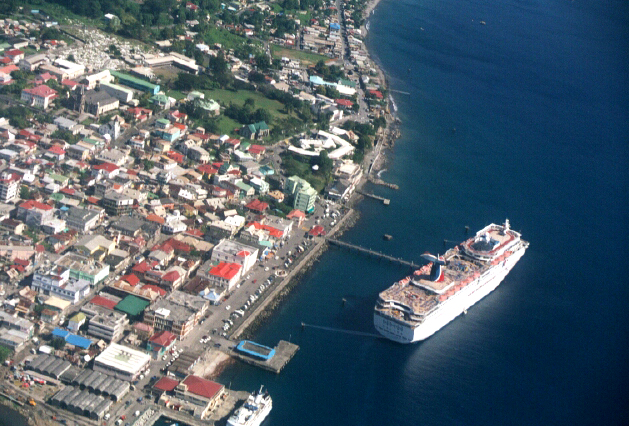
Foto aèria de Roseau en la qual es pot veure el seu port obert

A Roseau hi ha els edificis de govern de país, així com els consolats estrangers a Dominica. La ciutat compta amb els tres principals ports marítims de país, que serveixen per al comerç i transport de mercaderies, i amarrar els creuers turístics o embarcacions d'esbarjo. El situat a Woodbridge Bay es troba a uns 2 quilòmetres al nord de la ciutat, mentre que el Roseau Ferri Terminal i el Cruise Ship Berth es troben al Bayfront, molt a prop de centre de la ciutat.La ciutat compta amb els serveis de l'aeroport de Canefield, situat a la localitat del mateix nom, a 5,8 km de Roseau, que permet vols regionals. Per als vols de més durada, Roseau se serveix de l'Aeroport Douglas-Charles, anteriorment conegut com Aeroport Melville Hall, situat al nord de Marigot, al nord-est de l'illa, que permet vols internacionals via Antigua, Barbados, Guadalupe i Martinica.
L'Hospital de Roseau, el Princess Margaret, és un dels tres amb què compta el país, i compta amb una cambra hiperbàrica de descompressió per a possibles accidents en la pràctica de submarinisme, esport molt practicat pels turistes.